# 臺北州接管委員會
臺北州接管委員會成立於1945年11月5日，為台灣日治時期結束後，中華民國政府為了接收原臺北州各政府機關所成立的特別委員會。委員會採委員制，設置主任委員。接管委員會除了行政接管之外，最主要權限在於處理日人遺留下的龐大公產。而臺北州之範圍包含今台北市、基隆市、新北市及宜蘭縣。
臺北州接管委員會首任主任委員為連震東，他亦代理兼任臺北縣縣長。1946年1月27日，《臺灣省鄉鎮組織規程》通過，該委員會予以裁撤。
該委員會運行時間雖短，但是功過評價兩極。一方面該委員會「避免了接收時期行政脫節現象」。但是另一方面，有人質疑連震東以主任委員身分處理日人遺留公產時，疑似將該公產轉入私人財產，卻引人爭議。